# Лунг (ландшафтний заказник)
Лунг (від румунського, Lung — довгий)  — ландшафтний заказник місцевого значення в Україні. Розташований у межах Ізмаїльського району Одеської області, поблизу сіл Багате і Стара Некрасівка. 
Площа 1452,85 га. Заказник створено у 2001 р. за рішенням облради від 09.02.2001 року № 263-XIII з площею 799,00 га, перезатверджено рішенням облради від 29.12.2004 року № 551-IV. На місцевому рівні заказник регламентується розпорядженням Ізмаїльської районної державної адміністрації від 29.10.2003 р. № 51/А-2003. Станом на травень 2009 р. землі заказника перебувають у довгостроковій оренді АРК «Придунайська нива».
Заказник створено для охорони водно-болотного угіддя з червнокнижними видами рослин і тварин в акваторії та на узбережжі озера Лунг. Заказник охоплює не всю площу водно-болотного угіддя, яка становить близько 1600 га.